# 권순형
권순형(權純亨, 1986년 6월 16일 ~ )은 대한민국의 축구 선수였다.

## 선수 경력
권순형은 동북고등학교 재학시절인 2002년, 17세 이하 대표팀에 선발되어 아랍에미리트에서 열린 2002 AFC U-16 축구 선수권 대회에 참가하였다. 하지만 1년 뒤에 핀란드에서 열렸던 2003 FIFA U-17 월드컵 명단에는 포함되지 못하였다. 2008년 6월 16일, 대한민국 올림픽 대표팀에 선발되었으나 경기에는 출전하지 못하였다.
2009년부터 강원 FC에서 활동하게 된 그의 첫 번째 리그 경기는 2009년 4월 5일에 인천 유나이티드와의 원정 경기였다. 데뷔 시즌 큰 기대를 모았으나 리그 15경기 출전에 그쳤다. 하지만 2번째 시즌인 2010 시즌 리그 22경기에 출전하였고 대전과의 3라운드 경기에선 중거리 슛으로 데뷔골을 터뜨리며 존재감을 과시하기 시작하였다. 2011 시즌 종료 후 제주 유나이티드로 이적하였다.
2020시즌을 앞두고 K리그1의 성남 FC에 입단했다.
2023시즌 종료후 은퇴 했다.

## 수상

### 팀
고려대학교
- 전국대학축구대회 우승 4회 (2005, 2006, 2007, 2008)
- 전국춘계1,2학년대학축구대회 준우승 1회 (2005)

### 개인
- 전국춘계1,2학년대학축구대회 우수선수상 1회 (2005)
- 전국대학축구대회 도움상 1회 (2007)
- 전국대학축구대회 최우수선수상 1회 (2008)
- 전국춘계대학축구연맹전 우수선수상 1회 (2008)